# Ramiro Martinez
Pour les articles homonymes, voir Martinez.
Pas d'image ? Cliquez ici

a Compétitions nationales et continentales officielles uniquement.

b Matchs officiels uniquement.
Ramiro Martinez, né le 23 octobre 1970 à Buenos Aires (Argentine), est un joueur international italien de rugby à XV évoluant au poste de pilier.

## Biographie
Argentin mais avec des origines italiennes, Ramiro Martinez honore sa première cape internationale le 8 juin 2002 à Hamilton (Nouvelle-Zélande) avec l'équipe d'Italie pour une défaite 64-10 contre les All Blacks.
Il joue la Coupe du monde 2003.

## Statistiques en sélection nationale
- 10 sélections avec l'Italie
- Sélections par année : 3 en 2002, 7 en 2003.
- Tournoi des Six Nations disputé: 2003
- Coupe du monde de rugby disputée : 2003 (1 match, 1 comme titulaire).